# F.C. Paços de Ferreira
F.C. Paços de Ferreira er en portugisisk fodboldklub fra byen Paços de Ferreira. Klubben spiller i den bedste portugisiske liga, og har hjemmebane på Estádio da Mata Real. Klubben blev grundlagt i 1950.

## Historiske slutplaceringer
| Sæson   | Niveau | Liga          | Placering | Kilde(r) |
| ------- | ------ | ------------- | --------- | -------- |
| 2010–11 | 1.     | Primeira Liga | 7.        | [ 1 ]    |
| 2011–12 | 1.     | Primeira Liga | 10.       | [ 2 ]    |
| 2012–13 | 1.     | Primeira Liga | 3.        | [ 3 ]    |
| 2013–14 | 1.     | Primeira Liga | 15.       | [ 4 ]    |
| 2014–15 | 1.     | Primeira Liga | 8.        | [ 5 ]    |
| 2015–16 | 1.     | Primeira Liga | 7.        | [ 6 ]    |
| 2016–17 | 1.     | Primeira Liga | 13.       | [ 7 ]    |
| 2017–18 | 1.     | Primeira Liga | 17.       | [ 8 ]    |
| 2018–19 | 2.     | Segunda Liga  | 1.        | [ 9 ]    |
| 2019–20 | 1.     | Primeira Liga | 13.       | [ 10 ]   |
| 2020–21 | 1.     | Primeira Liga | 5.        | [ 11 ]   |
| 2021–22 | 1.     | Primeira Liga | 13.       | [ 12 ]   |
| 2022–23 | 1.     | Primeira Liga | 17.       |          |
| 2023–24 | 2.     | Segunda Liga  | 5.        |          |
| 2024–25 | 2.     | Segunda Liga  | 16.       |          |